# Владислав Гачевський
Владислав Бенедикт Гачевський (пол. Władysław Benedykt Haczewski; *21 березня 1900, Коломия — †1967) — польський футболіст і науковець-металознавець. Був футбольним воротарем, чемпіоном Польщі 1922 у складі «Поґоні» (Львів). Після війни працював за спеціальністю. Професор, завідувач кафедри металознавства Ченстоховської політехніки (1956–1967).

## Життєпис
Владислав Бенедикт Гачевський народився 21 березня 1900 року в Коломиї. У сезоні 1922 у складі «Поґоні» (Львів) виграв чемпіонат Польщі. Турнір розігрували за дворівневою схемою — спочатку львів'яни виграли змагання у південній групі (випередивши, зокрема «Краковію»), а у фіналі зустрілися з переможцем північної групи, «Вартою» (Познань). «Поґонь» перемогла за підсумком двоматчу (1:1 у Познані та 4:3 у Львові), вперше в історії здобувши титул чемпіона Польщі з футболу. У восьми поєдинках Гачевський пропустив 10 голів.
Закінчив факультет механіки Львівської політехніки (1933). Працював інженером на Механічній дослідницькій станції Львівської політехніки.
У 1945–1946 — ад'юнкт у Сілезькій політехніці (Гливиці). З 1946 року — директор закладу в складі Інституту металургії заліза. З 1956 року аж до смерті — завідувач кафедри металознавства Ченстоховської політехніки.
Разом із Щепаном Ходковським і Веславом Мазуром переклав з російської на польську підручник «Металловедение» (пол. «Metaloznawstwo») російського радянського металознавця Олександра Гуляєва, випустивши його 1957 року у видавництві «Śląsk».
З ним консультувалися енергетики, Гачевський був авторитетом у питаннях металознавства, особливо досліджень сталі. У Ченстоховській політехніці розвивав новаторський на той час напрям неруйнівних досліджень — досліди з використанням ультразвуку.
Син: Мацей, мешкає у Гливицях.